# Michelle Olvera
Michelle Olvera Guerrero (Ciudad de México, México; 11 de noviembre de 1998) es una actriz mexicana. Es conocida por interpretar a Isabela Sandoval en la telenovela de Telemundo La doña (2016-2017) y a Silvia Rojas en la serie original de Nickelodeon Latinoamérica Noobees (2018-2020).

## Biografía y carrera
Michelle Olvera Guerrero nació el 11 de noviembre de 1998 en Ciudad de México, México. Desde muy joven ha mostrado interés en la actuación, y por eso tuvo la oportunidad de participar con papeles de relativa importancia en producciones de alto calibre.
Su debut como actriz comenzó en 2013, participando en varios episodios del programa mexicano Lo que callamos las mujeres de TV Azteca. Más adelante hizo su debut cinematográfico en la película mexicana Huérfanos (2014), en el papel menor de Petra.
En 2015, viajó a Estados Unidos para interpretar un papel recurrente en la tercera y cuarta temporada de la exitosa serie El Señor de los Cielos de Telemundo. Siguió actuando en dicha cadena después de ser elegida para interpretar a Isabela Sandoval, sobrina de la protagonista Altagracia Sandoval, interpretada por Aracely Arámbula en la primera temporada de La doña entre 2016 y 2017.
En 2017, Michelle fue elegida para ser la protagonista de Noobees, una serie de televisión colombiana producida por Televideo y Mediapro transmitida en Nickelodeon Latinoamérica. Viajó y se mudó a Bogotá, Colombia durante un tiempo para la producción de la primera temporada. Interpretó a Silvia Rojas, una adolescente aficionada al basketball que se une a un equipo de videojuegos para cumplir el sueño de su hermano menor, pero luego misteriosamente empieza a experimentar los poderes de su avatar Kosnika. Noobees debutó oficialmente el 17 de septiembre de 2018, siendo aceptada por el público y recibiendo críticas positivas durante su transmisión. Olvera repitió el papel más adelante en la segunda temporada de la serie, estrenada el 2 de marzo de 2020. Su protagonismo le valió el reconocimiento internacional, valiéndole una nominación como «Actriz favorita» en los Kids' Choice Awards México 2020.
Posterior a su protagonismo en Noobees, Olvera regresó a su país natal interpretó a Aranza, una joven víctima de una violación sexual en el primer episodio de la primera temporada de Sin miedo a la verdad, una serie de televisión mexicana producida por Televisa e hizo una aparición en la comedia mexicana 40 y 20 en el episodio «Peinando a la muñeca». Actuó en el primer episodio de la serie biográfica mexicana Silvia Pinal, frente a ti (2019), interpretando la versión joven de María Luisa «Merilú» Hidalgo, madre de la actriz Silvia Pinal.

## Vida personal
Michelle actualmente reside en Bogotá, Colombia. El 23 de agosto de 2019, comenzó a salir con el actor colombiano Kevin Bury, su excompañero de reparto en Noobees. El 12 de junio de 2023 la pareja anuncia la llegada de su primer bebé.

## Filmografía

### Cine
| Año  | Título    | Personaje | Notas                |
| ---- | --------- | --------- | -------------------- |
| 2014 | Huérfanos | Petra     | Personaje recurrente |

### Televisión
| Año       | Título                      | Personaje                            | Notas                                       |
| --------- | --------------------------- | ------------------------------------ | ------------------------------------------- |
| 2013-2015 | Lo que callamos las mujeres | Fran / Pau                           | Episodios: «Odio la escuela» & «Talla Cero» |
| 2015-2016 | El Señor de los Cielos      | Haydeé                               | Personaje recurrente (temporadas 3-4)       |
| 2016      | Un día cualquiera           | Sonia                                | Episodio: «Cirugías Plásticas»              |
| 2016-2017 | La doña                     | Isabela Sandoval                     | Personaje secundario                        |
| 2018-2020 | Noobees                     | Silvia Rojas                         | Protagonista                                |
| 2018      | Sin miedo a la verdad       | Aranza                               | Episodio: «Mirreyes impunes»                |
| 2018      | 40 y 20                     | La amiga de Fran                     | Episodio: «Peinando a la muñeca»            |
| 2019      | Silvia Pinal, frente a ti   | María Luisa «Merilú» Hidalgo (joven) | Episodio: «Esta es mi historia»             |
| 2022      | La flor más bella           | Brenda                               | Elenco principal                            |
| 2023      | Pacto de silencio           | Fernanda Alarcón (adolescente)       | Elenco recurrente                           |

## Premios y nominaciones
| Año  | Premiación                 | Categoría       | Trabajo | Resultado |
| ---- | -------------------------- | --------------- | ------- | --------- |
| 2020 | Kids' Choice Awards México | Actriz Favorita | Noobees | Nominada  |